# لوكهيد إل-2000
لوكهيد إل-2000 (L-2000) كانت محاولة من شركة لوكهيد كوربوريشن للدخول في مشروع تموله الحكومة الأميركية لإنتاج أول طائرة نقل أسرع من الصوت في ستينات القرن العشرين. فقدت الشركة العقد الذي ربحته شركة بوينغ بطائرتها بوينغ 2707 ولكن ألغي المشروع كليا بسبب الظروف السياسية والبيئية والاقتصادية.

سي أل-823 تستخدم جناح مكرنك-السهم ومحركات دفينة في جسم الطائرة.

## مواصفات
البيانات من [بحاجة لمصدر]
الخصائص العامة
- السعة: 273 passengers
- الطول: 273 ft 2 in (83.26 m)
- باع الجناح: 116 ft (35.36 m)
- الارتفاع: 46 ft (14 m)
- مساحة الجناح : 9,424 ft² (875 m²)
- الوزن فارغة: 238,000 lb (107,900 kg)
- وزن الإقلاع الأقصى: 590,000 lb (267,600 kg)
- محرك الطائرة: 4 × GE4/J5M or برات آند ويتني JTF17A-21L

الأداء
- سرعة العبور: Mach 3.0
- مدى (طائرة): 4,000 nmi (7,400 km)
- سقف الخدمة: 76,500 ft (23,317 m)
- حمولة الجناح: 62.61 lbs/ft2 ()

## مزيد من القراءة
- بوين ، والتر ي ، في ما وراء آفاق: لوكهيد القصة. نيويورك: مطبعة سانت مارتن, 1998. (ردمك 0-312-19237-1).
- Francillon ، رينيه ي ، شركة لوكهيد الطائرات منذ عام 1913. أنابوليس بولاية ماريلاند: معهد الصحافة البحرية, 1987. (ردمك 0-87021-897-2).

## وصلات خارجية
- "الولايات المتحدة SST المتنافسين" عام 1964 الرحلة المادة
- "ماخ ثلاثة التكنولوجيا" 1966 الرحلة المادة على L-2000
- "تذكرة من خلال حاجز الصوت" - 1966 النقل الأسرع من الصوت وثائقي تعليمي